# Microprosopa varitibia
Microprosopa varitibia är en tvåvingeart som beskrevs av Becker 1897. Microprosopa varitibia ingår i släktet Microprosopa och familjen kolvflugor. Inga underarter finns listade i Catalogue of Life.